# Xenochaetina ferruginosa
Xenochaetina ferruginosa är en tvåvingeart som beskrevs av Friedrich Georg Hendel 1926. Xenochaetina ferruginosa ingår i släktet Xenochaetina och familjen lövflugor.
Artens utbredningsområde är Bolivia. Inga underarter finns listade i Catalogue of Life.